# Alois Hannecker
Alois Hannecker (* 10. Juli 1961 in München) ist ein ehemaliger deutscher Diskuswerfer.
Bei den Leichtathletik-Europameisterschaften 1986 in Stuttgart wurde er Zwölfter, bei den Leichtathletik-Weltmeisterschaften 1987 in Rom Elfter, bei den Olympischen Spielen 1988 in Seoul Achter und bei den Europameisterschaften 1990 in Split Zehnter.
1986 und 1987 wurde er Deutscher Meister.
Alois Hannecker startete bis 1989 für den MTV Ingolstadt, danach für LC Olympiapark München.

## Persönliche Bestleistungen
- Diskuswurf: 65,90 m, 15. Mai 1988, Bensheim
- Kugelstoßen: 18,44 m, 30. Mai 1987, Bruchköbel